# ワシントン・ウィーク
『ワシントン・ウィーク（Washington Week）』は、元々は『ワシントン・ウィーク・イン・レビュー（Washington Week in Review）』というタイトルで、2023年からは『ワシントン・ウィーク・ウィズ・ジ・アトランティック（Washington Week with the Atlantic）』として宣伝されている、1967年からアメリカのナショナル・エデュケーショナル・テレビジョンとその後身のPBSで放送されている公共政策テレビ番組で、ワシントンD.C.のWETA-TVが制作している。2023年以降は「ジ・アトランティック」誌の編集長ジェフリー・ゴールドバーグがモデレーターを務めている。プレゼンテーションの手段として非公式の（時には激しい）討論を奨励する他のパネルディスカッション番組とは異なり、番組は一貫して礼儀正しさと節度を貫いている。モデレーターとワシントンを拠点とするジャーナリスト2～4名による円卓会議の形式をとる。

## 歴史
1967年2月23日にナショナル・エデュケーショナル・テレビジョンで『Washington Week In Review（ワシントン・ウィーク・イン・レビュー）』として初放送され、1970年にPBSで放送された。1967年の初回放送以来、番組のアナウンサーはポール・アンソニー（Paul Anthony）が務めている。
1999年、ダルトン・デランはケン・ボードを解雇した。同年10月1日、グウェン・アイフィルが就任し、2016年11月14日に亡くなるまで務めた。後任はすぐには発表されなかった。アイフィルは、番組を引き継いで2年後の2001年2月9日、「番組は未来を見据えた内容に重点を置く」という意思表示として、番組名を『Washington Week（ワシントン・ウィーク）』に短縮した。2017年4月20日、WETAは「ワシントン・ポスト」のロバート・コスタが次期モデレーターに就任すると発表した。
2010年1月8日にハイビジョン放送を開始した。ケーブルテレビや衛星放送で視聴する標準画質テレビ視聴者向けに、レターボックスとピラーボックス形式で放送された。また、新しいセットを導入し、既存のグラフィックパッケージをHDにアップコンバートした。

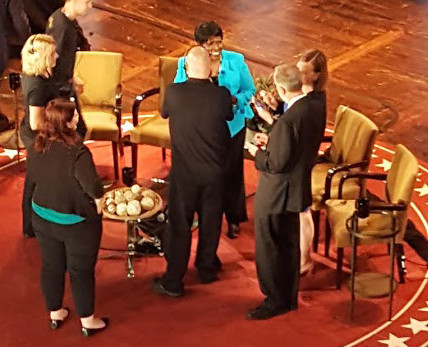
2016年共和党全国大会中にクリーブランドのハンナ・シアターで特別版を収録した後、会話を交わしているアイフィルと他の出演者

2018年7月20日、数年ぶりにプレゼンテーションに大きな変更を加え、新しいグラフィックパッケージとテーマ音楽の再編曲版（新しいセットとスティーブン・アーノルド（Stephen Arnold）による音楽）を採用した
2021年1月、コスタはベテランジャーナリストのボブ・ウッドワードとの共著による次回作の執筆に専念するため降板し、代わりにゲストモデレーターが起用された。
2021年5月、当時『PBSニュースアワー』のホワイトハウス担当記者を務めていたヤミチェ・アルシンドールが9代目モデレーターに就任した。アルシンドールはかつて、レギュラーパネリストを務めていた。同年12月、WETAの子会社であるニュースアワー・プロダクションズが番組の制作を開始した。2023年2月、アルシンドールはNBCでの仕事と回顧録の執筆に専念するために退任することを発表し、モデレーターとしての最終日は同年2月24日になると述べた。アルシンドールの退任後、2023年8月まで他の様々なジャーナリストがゲストモデレーターを務めた。
2023年8月2日、2016年から『ジ・アトランティック』編集長を務めてきたジェフリー・ゴールドバーグが10代目モデレーターに任命され、政治・文化誌がテレビ番組と編集提携を結ぶことが発表された。この提携に応じて『Washington Week with The Atlantic（ワシントン・ウィーク・ウィズ・ジ・アトランティック）』と改題され、かつての『ナショナル・ジャーナル』との協力に似たものとなった。より長いタイトルでゴールドバーグが務めた初回は、2023年8月11日に放送された。
2024年6月21日、ワシントンD.C.のWETA-TV施設にある、エリック・シーゲル（Eric Siegel）とジョージ・アリソン（George Allison）が設計したデイビッド・M・ルーベンスタイン・スタジオ（David M. Rubenstein studio）と呼ばれる新しいスタジオに移転した（『PBSニュースアワー』及び『PBSニュースウィークエンド（PBS News Weekend）』と共有。名称は同年9月20日まで明らかにされなかった）。

## ナショナル・ジャーナル
2006年2月17日、ワシントンD.C.に拠点を置くアドバイザリーサービス会社「ナショナル・ジャーナル」と合意し、少なくとも1人の同社記者が番組に出演することを保証した。2013年1月4日現在、この合意は無効となっている。

## 形式
PBSに移行して以来、モデレーターが進行役を務めるパネルディスカッション形式を採用している。パネリストは全米各地のメディア組織から選出されている。

## 配給
『ワシントン・ウィーク』はPBSの全国プライムタイム番組ラインナップに含まれている。PBSは加入者中心の放送形態のため、番組のローカル放送は各局が担当し、放送時間は市場によって異なる。最も一般的な放送パターンは、金曜夜のプライムタイムに本放送、週末午後に殆どのPBS加盟局で再放送され、系列ネットワークのワールド・チャンネルでは週に数回放送されるというものである。

## 主な出演者

### モデレーター
- 1967年 - 1968年:ジョン・ダベンポート（英語版）
- 1968年 - 1969年:リンカーン・ファーバー（英語版）
- 1969年 - 1971年:マックス・カンペルマン（英語版）
- 1971年 - 1974年:ロバート・マクニール（英語版）
- 1974年 - 1994年:ポール・デューク（英語版）
- 1994年 - 1999年:ケン・ボード（英語版）
- 1999年 - 2016年:グウェン・アイフィル（英語版）
- 2016年 - 2017年:エイミー・ウォルター（英語版）（メイン暫定モデレーター）
- 2017年 - 2021年:ロバート・コスタ（英語版）[5]
- 2021年 - 2023年:ヤミチェ・アルシンドール（英語版）
- 2023年 - 現在:ジェフリー・ゴールドバーグ（英語版）[14]

### レギュラーパネリスト
- ティム・アルバータ（英語版）
- アン・アプルボーム
- ピーター・ベイカー（英語版）
- モリー・ボール（英語版）
- ダン・バルツ（英語版）
- リー・アン・コールドウェル（英語版）
- フランチェスカ・チェンバース（英語版）
- ケイトラン・コリンズ（英語版）
- マッケイ・コピンズ（英語版）
- ユージン・ダニエルズ（英語版）
- アンドリュー・デシデリオ（Andrew Desiderio）
- リサ・デジャルダン（英語版）
- ケイトリン・ディッカーソン（英語版）
- ジョン・ディッカーソン
- フランクリン・フォア（英語版）
- スーザン・グラッサー（英語版）
- エリン・ヘインズ（英語版）
- アダム・ハリス（英語版）
- シェーン・ハリス（英語版）
- スティーブン・ヘイズ（英語版）
- カール・ハルス（英語版）
- デビッド・イグナティウス（英語版）
- ウェイジア・ジャン（英語版）
- ジョナサン・カール（英語版）
- エド・オキーフ（英語版）
- アスマ・ハリド（英語版）
- マーク・リーボビッチ（英語版）
- ジョナサン・レミア（英語版）
- マラ・リアソン（英語版）
- ローラ・バロン＝ロペス（英語版）
- デビッド・レオンハート（英語版）
- ジョナサン・マーティン（英語版）[20]
- ジェーン・メイヤー（英語版）
- アンドレア・ミッチェル（英語版）
- アムナ・ナワズ（英語版）
- ハンス・ニコルズ（英語版）
- トム・ニコルズ（Tom Nichols）
- トルセ・オロルニパ（英語版）
- スーザン・ペイジ（英語版）
- アシュリー・パーカー（英語版）
- タリーニ・パルティ（英語版）
- ミシェル・プライス（英語版）
- フィリップ・ラッカー（英語版）
- ヴィヴィアン・サラマ（英語版）
- デイビッド・サンガー（英語版）
- マイケル・シェラー（英語版）
- ケイラ・タウシェ（英語版）
- アリ・ヴィタリ（英語版）
- エイミー・ウォルター（英語版）
- アレクサンダー・ウォード（英語版）
- ゾラン・カンノ＝ヤングス（英語版）
- ナンシー・ユセフ（英語版）

## 反応
テレビ批評家からは概ね好評を得ている。「カレント」のバリー・ギャロン（Barry Garron）は、「軽薄さよりもバランスを重視したい」と評している。「ザ・カット（The Cut）」のアンジェリーナ・チャピン（Angelina Chapin）は、「[アルシンドールの]仕事は、常に変化する24時間365日のニュースサイクルを把握し、それらのニュースを視聴者が理解しやすいものにすることである」と書いている。

## スポンサー
番組スポンサーは次の通りである。

### 企業スポンサー
- コンシューマー・セルラー（英語版）

### 財団
- ユエン財団（The Yuen Foundation）
- サンドラ・アンド・カール・ディレイ＝マグナソン（Sandra and Carl DeLay-Magnuson）
- ローズ・ハーシェル・アンド・アンディ・シュリーブス（Rose Hirschel and Andy Shreeves）
- ロバート・アンド・スーザン・ローゼンバウム（Robert and Susan Rosenbaum）